# Моника-пулемётчица
«Мо́ника-пулемётчица» (фр. «Monica la mitraille») — канадский (квебекский) кинофильм 2004 года, драма, основанная на реальных событиях. Обладатель премии «Genie». Премьера состоялась 30 апреля 2004 года.

## Сюжет
16-летняя девушка Мони́к родилась и выросла во франко-итальянской семье в пригородных трущобах. Вечерами подрабатывала вместе с подругой-певичкой в местном баре. Однажды Моник познакомилась с мужчиной интеллигентного вида, но с криминальной репутацией. Он сделал девушку своей женой, заставив бросить работу и семью. Она родила ему через пару лет дочку. Чуть позже муж уехал в другую страну, скрываясь от правосудия и от семьи, в которой родился ещё и мальчик.
Моник вступает в связь с сообщником своего бывшего мужа, но тот за ограбление вскоре попадает в тюрьму и оставляет женщину в ожидании очередного ребёнка. Моник возвращается в знакомый бар и знакомится ещё с одним преступником — Джеральдом. Между ними завязываются сначала романтические, а позже деловые отношения. Для того, чтобы обеспечить своих детей, женщина готова стать его соучастницей в ограблении банков. В 27 лет Моник застрелена полицией в ходе очередного налёта.

## О фильме
Жизнь Моники Протти (фр. Monica Proietti) и её смерть в качестве грабителя банка сделали её народной героиней в Квебеке. Фильм представляет художественную версию её истории как печально известной в 1960-х грабительницы банков Монреаля. Протти, прозванная «Пулемётчицей Молли» на пике её известности как королевы местных грабителей банков, погибла в возрасте 27 лет в 1967, была застрелена монреальской полицией во время преследования по улицам северного Монреаля после последнего ограбления.
Селин Боннэ, которая играет Пулемётчицу Молли в фильме, говорит, что невозможно сделать подобный документальному биографический фильм о Протти, потому что есть много отличающихся версий того, что случилось в её жизни. И даже её заключительные минуты — тема противоречивая. Официальная версия — то, что она погибла в перестрелке, но финал фильма поддерживает расхожую версию, что она лежала беззащитная в разбитом автомобиле, когда её расстреляли полицейские.
«Она сама очень хорошо известна, но не много известно о ней», — сказала Селин. — «Каждый имеет собственную версию жизни Моники. И даже мы не могли проверить точные детали определённых событий. Она действительно — монреальская легенда. Но в определённый момент мы поняли, что не имея всей информации, должны выбрать, как собираемся рассказывать историю. Мы не знаем настоящей правды. Конечно, есть определённая ответственность, когда Вы играете реального человека. Но я должна была забыть об этом. Это не тяготило меня».
Сценарий был сочинён Люком Дионом, который написал мини-сериалы «Последняя глава» и «Sylvain Guy». За основу сценария была взята новелла «Подарки Моники», книга, которая вольно пересказывает историю Протти. И роман, и кино изменили фамилию Протти на Спарвьери (фр. Sparvieri и выдумали некоторые из событий.
Продюсер Лоррейн Ришар купила права на рассказ у семьи Протти, состоящей из её брата и троих детей. Но сёстры Протти безуспешно обращались в суд, чтобы потребовать удаления некоторых сцен из фильма.
Фильм выпущен «Cite-Amerique» и распространён «Alliance Atlantis Vivafilm» — тот же самый «тандем» работал с фильмом Серафин, выдающимся фильмом в истории квебекского кино.
Авторы решили рассказать историю Моники и трёх ключевых мужчин в её жизни: её мужа, Майкла Бернса (Фрэнк Скорпион) и её двух последних друзей — Гастона (Патрик Хуар) и Джеральда (Рой Дюпюи). Бернс помог Монике выбраться из бедственного существования в трущобах, а два её любовника вовлекли её в ограбление банков Монреаля.
Дюпюи говорит, что он предпринимал некоторое усилие для поисков деталей настоящей жизни Джеральда, который был сообщником Протти в последние месяцы её жизни. Именно с Джеральдом она начала играть намного более активную роль в работе с банками.
«Джеральд — не известный персонаж, — сказал Дюпюи. — Никто не знает его. Так что я следую сценарию. Я узнал достаточно много интересного об этом парне, откуда он появился и чем закончилось. Но это — всего лишь кино. Это не реальность. В рассказе он — её основной соучастник. Вместе они вынашивают эти планы (ограбить банки). Именно с ним она берёт жизнь в свои руки».
Дюпюи настаивает, что он ни мгновения не волновался о том, будет ли публика в состоянии солидаризироваться с Протти и её любовно-криминальной когортой.
«Я не забочусь, сочувствуют ли им люди, — он сказал. — Всё, что она хочет, — стать кем-то. Она хочет выбраться из района красных фонарей. Они — не плохие люди. Они просто заё***ные. И прожили жестокие жизни».
Фрэнк Скорпион был приглашён только за девять дней до того, как начались съёмки, так что он просто не имел времени, чтобы много узнать о реальной истории первого мужа Протти. Единственное, что он узнал, — Бернс был из Глазго, так что он настаивал на том, чтобы играть роль с шотландским акцентом. Трудно не восхититься, как этот актёр-англофон, родом из Виннипега, говорит по-английски и по-французски с акцентом, который замечательно похож на выговор выросшего на улицах самого большого города Шотландии.
Он говорит, что в то время, как эти люди — тяжкие преступники, Вы должны понять подоплёку, которая заставила их встать на преступный путь.
«Они стараются выжить, как любой, — сказал Скорпион — …Есть такая большая эмоция в фильме. Есть беззащитность и это желание жизни, которое горит в ней. Она пришла из условий жизни, в которых всё равно умирала. Она необразована, живёт в чрезвычайной бедности. Эти семьи даже не имели питьевой воды в домах. Так что Вы делаете то, что Вы можете».

## В ролях
- Селин Боннэ — Моника Спарвьери
- Рой Дюпюи — Джеральд Симар
- Патрик Юар — Гастон Люсье
- Фрэнк Скорпион — Майкл Бернс
- Реми Жирар — Морис Морисетти
- Изабель Бле — Сильвана Спарвьери
- Maрк Лабреш — Тео Спарвьери
- Maрио Жан — Боб Симар
- Юголен Шевретт-Ландескье — Maрио Спарвьери
- Сильван Мэсси — Ларри
- Aнна Касабон — Паула
- Aлексис Белек — Марешаль
- Мари-Жозе Готье — Мэри-Анжи

## Популярная культура
Вышедшая в мае 2015 г. серия «Добыча Моники» мультсериала «Чокнутые головы» пародирует эпопею Моники.